# Marc Savard (hockey sur glace, 1977)
Pour les articles homonymes, voir Marc Savard.
Marc Savard (né le 17 juillet 1977 à Ottawa dans la province de l'Ontario au Canada) est un joueur professionnel canadien de hockey sur glace. Il évolue au poste de centre.

## Biographie

### Carrière junior
Joueur en provenance des Generals d'Oshawa de la Ligue de hockey de l'Ontario (LHO), Marc Savard a été repêché par les Rangers de New York au 91e rang lors du quatrième tour du repêchage d'entrée dans la LNH 1995 après avoir complété sa deuxième saison dans la LHO. Il termine meilleur pointeur de la ligue en 1994-1995 et en 1996-1997 où il réalise respectivement 139 et 130 points et remporte donc à ces occasions le trophée Eddie-Powers. 
À sa dernière saison junior, en 1996-1997, il mène son équipe à la Coupe J.-Ross-Robertson après une victoire en finale contre les 67 d'Ottawa 4 matchs à 2. Lors des séries 1997, il réalise 37 points, dont 13 buts et 24 aides, en 18 matchs. Il prend part à la Coupe Memorial 1997 avec les Generals en tant que représentants de la LHO mais son équipe s'incline en demi-finale face aux Hurricanes de Lethbridge qui représentent la Ligue de hockey de l'Ouest.

### New York, Calgary et Atlanta
Il commence sa carrière professionnelle en 1997-1998 dans la Ligue nationale de hockey avec les Rangers et joue le premier match de la saison le 3 octobre 1997, alors que son équipe affronte les Islanders de New York. À son 17e match de la saison, soit le 22 mars 1998, il marque son premier but dans la LNH contre les Flyers de Philadelphie. Il joue 28 matchs cette saison avec les Rangers où il réalise 6 points (un but et cinq aides) et le reste du temps, il joue dans la Ligue américaine de hockey (LAH) avec le Wolf Pack de Hartford, club-école des Rangers, où il marque 21 buts et ajoute 53 aides pour 74 points en 58 matchs.
Il joue plus de matchs avec les Rangers la saison suivante et réalise 45 points en 70 matchs. À la suite de cette saison, il est transféré aux Flames de Calgary le 26 juin, jour du repêchage de 1999, avec un choix de premier tour contre Jan Hlaváč et des choix de premier et troisième tours. Il réalise deux saisons de plus de 20 buts avec les Flames en 1999-2000 (22 buts) ainsi qu'en 2000-2001 (23 buts). Lors de la saison 2000-2001 où il réalise 65 points pour se classer deuxième dans l'équipe, il termine meilleur passeur de l'équipe de Calgary après avoir réalisé 42 aides.
Après avoir joué 10 matchs en début de saison 2002-2003 avec les Flames, il est échangé le 15 novembre 2002 aux Thrashers d'Atlanta contre Rouslan Zaïnoulline. Jouant aux côtés de Ilia Kovaltchouk et Dany Heatley, il dépasse la moyenne d'un point par match lors de la saison 2003-2004 où il réalise 52 points en 47 parties, saison écourtée par des blessures. 
Il signe un contrat pour deux saisons supplémentaires avec les Thrashers en août 2004 mais la saison 2004-2005 de la LNH est annulée en raison d'un lock-out et Savard joue la saison en Suisse. Il joue avec le HC Thurgovie en Ligue nationale B, second échelon suisse, puis avec le CP Berne qui évolue dans la Ligue nationale A.
Savard est de retour avec les Thrashers lors de la saison 2005-2006 et réalise 97 points pour 28 buts et 69 aides et termine en neuvième place parmi les meilleurs pointeurs de la ligue où il termine derrière Kovaltchouk qui a un point de plus que l'Ontarien. 

### Les Bruins de Boston
Le 1er juillet 2006, il devient agent libre et signe un contrat de quatre ans pour un montant de 20 millions de dollars avec les Bruins de Boston. Il réalise une saison 2006-2007 similaire à sa saison précédente avec une récolte de 96 points où il marque 22 buts et ajoute 74 aides. Meilleur passeur et pointeur de l'équipe, il se classe huitième au chapitre des points dans la ligue et troisième sur les aides derrière Joe Thornton (92) et Sidney Crosby (84).
Malgré sa production qui diminue, il termine meilleur pointeur de l'équipe la saison suivante avec 78 points ainsi qu'en 2008-2009 avec 88 points. Il est invité à jouer le 56e Match des étoiles de la LNH en remplaçant Dany Heatley qui ne joue pas en raison d'une blessure. Lors de la saison 2007-2008, il joue pour la première fois de sa carrière les séries éliminatoires de la Coupe Stanley mais les Bruins perdent le premier tour des séries 2008 face aux Canadiens de Montréal. Il joue une nouvelle fois le match des étoiles en 2008-2009 en jouant la 57e édition.
Le 1er décembre 2009, il prolonge son contrat avec les Bruins pour sept ans qui lui rapportera un peu plus de 28 millions de dollars. 

### Commotions cérébrales
Le 7 mars 2010, il reçoit un coup de Matt Cooke lors d'un match des Bruins contre les Penguins de Pittsburgh et quitte le match sur une civière. Cooke n'a pas été pénalisé à la suite de ce coup et ne reçoit pas de suspension. Victime d'une commotion cérébrale, il manque le restant de la saison 2009-2010 et le premier tour des séries 2010. Il est de retour lors du deuxième tour des séries alors que son équipe affronte les Flyers de Philadelphie et parvient à jouer les matchs de la série.
Lors de l'intersaison 2010, il recommence à souffrir de symptômes de commotion cérébrale et manque le début de la saison 2010-2011. Il revient au jeu le 2 décembre 2010. Le 23 janvier 2011, il se fait frapper par son ancien coéquipier des Bruins Matt Hunwick lors d'un match contre l'Avalanche du Colorado et subit une deuxième commotion cérébrale en dix mois, ce qui met fin à sa saison.
Alors qu'il n'a joué que 25 matchs lors de cette saison, les Bruins remportent la Coupe Stanley après avoir vaincu en finale les Canucks de Vancouver 4 matchs à 3. Ne pouvant se rendre à Vancouver pour célébrer avec ses coéquipiers, il rejoint l'équipe lors du défilé de la Coupe qui a lieu à Boston. Le 1er août, alors qu'il passe sa journée avec la Coupe à Peterborough, il déclare qu'il ressent encore les effets de sa commotion. Bien qu'il ne répond pas aux exigences pour avoir son nom gravé sur la Coupe (au moins 41 matchs de saison régulière ou un match de la finale de la Coupe), Savard parvient à avoir son nom sur la coupe après que les Bruins ait demandé à la ligue d'ajouter son nom car il était blessé pour la majorité de la saison.
Le 31 août 2011, l'équipe annonce qu'il ne jouera pas la saison 2011-2012, rendant son avenir incertain. Inactif depuis 2011 mais toujours sous contrat avec les Bruins jusqu'à la fin de la saison 2016-2017, son contrat est transféré par l'équipe aux Panthers de la Floride dans un échange impliquant Reilly Smith, qui est échangé contre Jimmy Hayes. Le 10 juin 2016, en compagnie d'un choix de deuxième tour du repêchage d'entrée dans la LNH 2018, il est échangé par les Panthers aux Devils du New Jersey contre Paul Thompson et Graham Black.

## Statistiques
| Saison     | Équipe                | Ligue      |     | Saison régulière | Saison régulière | Saison régulière | Saison régulière | Saison régulière |    | Séries éliminatoires | Séries éliminatoires | Séries éliminatoires | Séries éliminatoires | Séries éliminatoires |
| Saison     | Équipe                | Ligue      | PJ  | B                | A                | Pts              | Pun              | PJ               | B  | A                    | Pts                  | Pun                  |                      |                      |
| 1993-1994  | Generals d'Oshawa     | LHO        | 61  | 18               | 39               | 57               | 24               | 5                | 4  | 3                    | 7                    | 8                    |                      |                      |
| 1994-1995  | Generals d'Oshawa     | LHO        | 66  | 43               | 96               | 139              | 78               | 7                | 5  | 6                    | 11                   | 8                    |                      |                      |
| 1995-1996  | Generals d'Oshawa     | LHO        | 47  | 28               | 59               | 87               | 77               | 5                | 4  | 5                    | 9                    | 6                    |                      |                      |
| 1996-1997  | Generals d'Oshawa     | LHO        | 64  | 43               | 87               | 130              | 94               | 18               | 13 | 24                   | 37                   | 20                   |                      |                      |
| 1997-1998  | Wolf Pack de Hartford | LAH        | 58  | 21               | 53               | 74               | 66               | 15               | 8  | 19                   | 27                   | 24                   |                      |                      |
| 1997-1998  | Rangers de New York   | LNH        | 28  | 1                | 5                | 6                | 4                | -                | -  | -                    | -                    | -                    |                      |                      |
| 1998-1999  | Rangers de New York   | LNH        | 70  | 9                | 36               | 45               | 38               | -                | -  | -                    | -                    | -                    |                      |                      |
| 1998-1999  | Wolf Pack de Hartford | LAH        | 9   | 3                | 10               | 13               | 16               | 7                | 1  | 12                   | 13                   | 16                   |                      |                      |
| 1999-2000  | Flames de Calgary     | LNH        | 78  | 22               | 31               | 53               | 56               | -                | -  | -                    | -                    | -                    |                      |                      |
| 2000-2001  | Flames de Calgary     | LNH        | 77  | 23               | 42               | 65               | 46               | -                | -  | -                    | -                    | -                    |                      |                      |
| 2001-2002  | Flames de Calgary     | LNH        | 56  | 14               | 19               | 33               | 48               | -                | -  | -                    | -                    | -                    |                      |                      |
| 2002-2003  | Flames de Calgary     | LNH        | 10  | 1                | 2                | 3                | 8                | -                | -  | -                    | -                    | -                    |                      |                      |
| 2002-2003  | Thrashers d'Atlanta   | LNH        | 57  | 16               | 31               | 47               | 77               | -                | -  | -                    | -                    | -                    |                      |                      |
| 2003-2004  | Thrashers d'Atlanta   | LNH        | 45  | 19               | 33               | 52               | 85               | -                | -  | -                    | -                    | -                    |                      |                      |
| 2004-2005  | CP Berne              | LNA        | 5   | 1                | 2                | 3                | 0                | -                | -  | -                    | -                    | -                    |                      |                      |
| 2004-2005  | HC Thurgovie          | LNB        | 13  | 9                | 19               | 28               | 10               | -                | -  | -                    | -                    | -                    |                      |                      |
| 2005-2006  | Thrashers d'Atlanta   | LNH        | 82  | 28               | 69               | 97               | 100              | -                | -  | -                    | -                    | -                    |                      |                      |
| 2006-2007  | Bruins de Boston      | LNH        | 82  | 22               | 74               | 96               | 96               | -                | -  | -                    | -                    | -                    |                      |                      |
| 2007-2008  | Bruins de Boston      | LNH        | 74  | 15               | 63               | 78               | 66               | 7                | 1  | 5                    | 6                    | 6                    |                      |                      |
| 2008-2009  | Bruins de Boston      | LNH        | 82  | 25               | 63               | 88               | 70               | 11               | 6  | 7                    | 13                   | 4                    |                      |                      |
| 2009-2010  | Bruins de Boston      | LNH        | 41  | 10               | 23               | 33               | 14               | 7                | 1  | 2                    | 3                    | 12                   |                      |                      |
| 2010-2011  | Bruins de Boston      | LNH        | 25  | 2                | 8                | 10               | 29               | -                | -  | -                    | -                    | -                    |                      |                      |
| Totaux LNH | Totaux LNH            | Totaux LNH | 807 | 207              | 499              | 706              | 737              | 25               | 8  | 14                   | 22                   | 22                   |                      |                      |

## Trophées et honneurs personnels
- 1994-1995 : 
  - nommé dans la deuxième équipe d'étoiles de la LHO.
  - remporte le trophée Eddie-Powers.
  - meilleur pointeur de la LCH.
- 1996-1997 :
  - champion de la Coupe J.-Ross-Robertson avec les Generals d'Oshawa.
  - remporte le trophée Eddie-Powers.
- 1997-1998 : nommé dans l'équipe d'étoiles des recrues de la LAH.
- 2007-2008 : participe au 56e Match des étoiles de la LNH.
- 2008-2009 : participe au 57e Match des étoiles de la LNH.
- 2010-2011 : champion de la Coupe Stanley avec les Bruins de Boston.